# Marylin Pla
Marylin Pla (née le 19 février 1984 à Athis-Mons en Île-de-France) est une ancienne patineuse artistique française. Elle a évolué en couple avec Yannick Bonheur de 2002 à 2007. Ils ont été ensemble triples champions de France en 2005, 2006e 2007.

## Biographie

### Carrière sportive

#### Enfance
Marylin Pla suit un cursus scolaire normal à l'école primaire Camille Flammarion à Athis-Mons de 1987 à 1991, à l'école primaire Édouard Herriot à Vigneux-sur-Seine de 1991 à 1995, au collège Pierre de Ronsard à Paray-Vieille-Poste de 1995 à 1996, au collège Les Pyramides à Évry de 1996 à 1999 et au lycée Parc des Loges à Évry de 1999 à 2002.
Parallèlement, Marylin Pla pratique le patinage en individuel. Elle participe à deux championnats de France Élites lors des éditions de 2001 à Briançon et de 2002 à Grenoble. Elle s'y classe respectivement 9e et 8e. Elle décide ensuite de patiner dans la catégorie des couples au moment où Yannick Bonheur cherche une nouvelle patineuse après le départ de sa partenaire Lucie Stadelman en 2002. Ils vont débuter ensemble lors de la saison 2002/2003.

#### Saison 2002/2003
Le couple nouvellement formé est entraîné par Stanislas Leonovitch qui s'occupe déjà des grands champions français de l'époque Sarah Abitbol/ Stéphane Bernadis. Ils se présentent, en décembre, aux championnats de France à Asnières-sur-Seine et obtiennent la troisième place. Cette position leur permet d'être qualifié pour les championnats d'Europe en janvier 2003 à Malmö en Suède car la France a trois places grâce aux bons résultats des couples français l'année passée. Toutefois ils doivent déclarer forfait, et ne peuvent donc pas y aller. Par contre, fin février, ils se rendent aux championnats du monde junior à Ostrava en République tchèque où ils prennent une honorable quatorzième place.

#### Saison 2003/2004
Le couple participe pour la première fois à des épreuves du grand-prix. En octobre ils se rendent au Skate America (10e) et en novembre au Trophée Lalique (8e). En décembre, à la suite du départ chez les professionnels de Sarah Abitbol et Stéphane Bernadis, cela leur permet de monter d'une marche sur le podium des championnats de France à Briançon. Ils remportent la médaille d'argent, derrière Sabrina Lefrançois et Jérôme Blanchard. Ils vont pouvoir, en février 2004, participer à leurs premiers championnats d'Europe à Budapest. Ils réussissent totalement leur entrée européenne en entrant directement dans le top 10 à la huitième place. La France ne disposant que d'une seule place pour les championnats du monde de mars 2004 à Dortmund, cette place est réservée aux champions de France. Yannick et Marylin ne peuvent donc pas y participer.

#### Saison 2004/2005
Yannick et Marylin commencent leur saison en novembre par la Coupe de Chine (8e) et le Trophée Bompard (7e). Ils restent cantonnés à des places d'honneur. Aux championnats de France, organisé en décembre 2004 à Rennes, ils deviennent les nouveaux champions de France 2005. Qualifiés directement pour les championnats d'Europe de janvier à Turin, ils montent d'une marche et se classent septième. Deux mois plus tard, ils se rendent à leurs premiers championnats du monde à Moscou et prennent la treizième place mondiale.

#### Saison 2005/2006
Le couple choisit Stéphane Bernadis et Jean-Roland Racle comme nouveaux entraîneurs. Ils commencent leur saison olympique début octobre par une compétition à Vienne en Autriche au Karl Schaefer Memorial qui doit leur donner leur qualification pour les jeux olympiques à venir. Ils réussissent à l'obtenir en se classant quatrième. Ils poursuivent avec le Skate America en octobre (8e) et le Trophée Bompard en novembre (9e). Pas de progression dans ces compétitions de début de saison, ils restent cantonnés à des places d'honneur. Aux championnats de France 2006 organisés à Besançon en décembre 2005, ils conservent leur titre national pour la deuxième année consécutive. En janvier 2006, aux championnats d'Europe à Lyon, ils vont encore monter d'une marche européenne et se classent sixième. Qualifiés bien sûr pour les jeux olympiques d'hiver de février 2006 à Turin, ils se classent quatorzième de leurs premiers jeux. En mars, aux championnats du monde de Calgary, ils gardent leur treizième place de l'année passée.

#### Saison 2006/2007
Yannick et Marylin vont connaître une saison plus que mouvementée. Tout d'abord ils changent de nouveau d'entraîneurs et vont travailler dorénavant avec Vivien Rolland au Club des Français Volants à Paris. Ensuite, Yannick va se blesser à la main qui va obliger le couple à déclarer forfait pour le Trophée Bompard de novembre. Ils réussissent à être présent le mois suivant pour les championnats de France 2007 à Orléans, mais ne se placent que second après le programme court derrière le nouveau couple formé de Adeline Canac et Maximin Coia. Ils réussissent néanmoins à se rétablir à la première place après le programme long et conquiert ainsi leur troisième titre national. Aux championnats d'Europe de janvier 2007 à Varsovie, ils sont douzième après le programme court, encore devancés par Adeline et Maximin qui sont onzième. Ils vont alors très bien se rattraper une nouvelle fois avec leur programme libre en exécutant notamment un triple boucle piqué en parallèle qu'ils n'avaient pas réalisés depuis deux ans! Ils remontent à la huitième place européenne, soit deux places de moins que la saison dernière. Aux championnats du monde de mars 2007 à Tokyo, ils prennent la quatorzième place. Depuis trois ans, pas de progression mondiale, ils stagnent à cette position. Et puis arrive l'été 2007, où Marylin décide d'arrêter le patinage artistique en compétition. Elle laisse donc Yannick, qui ne souhaite pas arrêter sa carrière, chercher une nouvelle partenaire.

### Reconversion
En arrêtant le patinage, Marylin  Pla a décidé de se consacrer à une autre de ses passions : le stylisme et la mode. Pour cela, elle intègre une école supérieure des arts et techniques de la mode (l'ESMOD) et doit passer son diplôme de fin de 3e année en 2010. Elle a déjà confectionné des tuniques pour la championne de France Candice Didier.

## Palmarès

### En Individuel
| Compétition                   | 2001 | 2002 |
| Jeux olympiques d'hiver       |      |      |
| Championnats du monde         |      |      |
| Championnats d’Europe         |      |      |
| Championnats de France        | 9e   | 8e   |
| Championnats du monde juniors |      |      |

### En couple
| Compétition                         | 2003    | 2004    | 2005    | 2006    | 2007    |  |  |  |  |  |  |  |  |  |
| Jeux olympiques d'hiver             |         |         |         | 14e     |         |  |  |  |  |  |  |  |  |  |
| Championnats du monde               |         |         | 13e     | 13e     | 14e     |  |  |  |  |  |  |  |  |  |
| Championnats d'Europe               |         | 8e      | 7e      | 6e      | 8e      |  |  |  |  |  |  |  |  |  |
| Championnats de France              | 3e      | 2e      | 1re     | 1re     | 1re     |  |  |  |  |  |  |  |  |  |
| Championnats du monde juniors       | 14e     |         |         |         |         |  |  |  |  |  |  |  |  |  |
|                                     |         |         |         |         |         |  |  |  |  |  |  |  |  |  |
| Grand Prix ISU                      | 2002/03 | 2003/04 | 2004/05 | 2005/06 | 2006/07 |  |  |  |  |  |  |  |  |  |
| Skate America                       |         | 10e     |         | 8e      |         |  |  |  |  |  |  |  |  |  |
| Coupe de Chine                      |         |         | 8e      |         |         |  |  |  |  |  |  |  |  |  |
| Trophée de France                   |         | 8e      | 7e      | 9e      | F       |  |  |  |  |  |  |  |  |  |
| Légende : F = Forfait ; A = Abandon |         |         |         |         |         |  |  |  |  |  |  |  |  |  |